# HAT-P-8
HAT-P-8 é uma estrela de magnitude 10,36 localizada a 750 anos-luz na constelação de Pegasus. Em 2008 o projeto HATNet anunciou a descoberta de um planeta gasoso em sua volta.
| Planeta | Massa               | Semieixo maior (UA) | Período orbital (dias) | Excentricidade |
| ------- | ------------------- | ------------------- | ---------------------- | -------------- |
| b       | 1,52 +0,18 −0,16 MJ | 0,0487 ± 0,0026     | 3,076320 ± 0,000004    | 0              |